# Maison de la Culture de Grenoble
La Maison de la Culture de Grenoble, comúnmente llamado MC2 es un lugar público para eventos públicos, ubicado en la Avenida Marcellin Berthelot en Grenoble, Francia.

## Historia
Construido por André Wogenscky con motivo de los Juegos Olímpicos, MC2 fue inaugurado el 3 de febrero de 1968 por André Malraux, Ministro de asuntos culturales y el padre del concepto de casas de cultura. Al año siguiente, en abril de 1969, otra gran institución cultural en la ciudad, el Conservatorio Nacional Regional de Grenoble se instaló cerca de la Maison de la Culture. En la década de 1980 el edificio fue llamado "Le carga".
La Maison de la Culture ha sido llamada MC2 desde el 17 de septiembre de 2004, cuándo se reabrió después de una amplia rehabilitación y expansión a. un costo de €38 millones de euros.  Mientras se estaba llevando a cabo este trabajo, de muestra fueron jugando fuera de los muros de la MC2. 

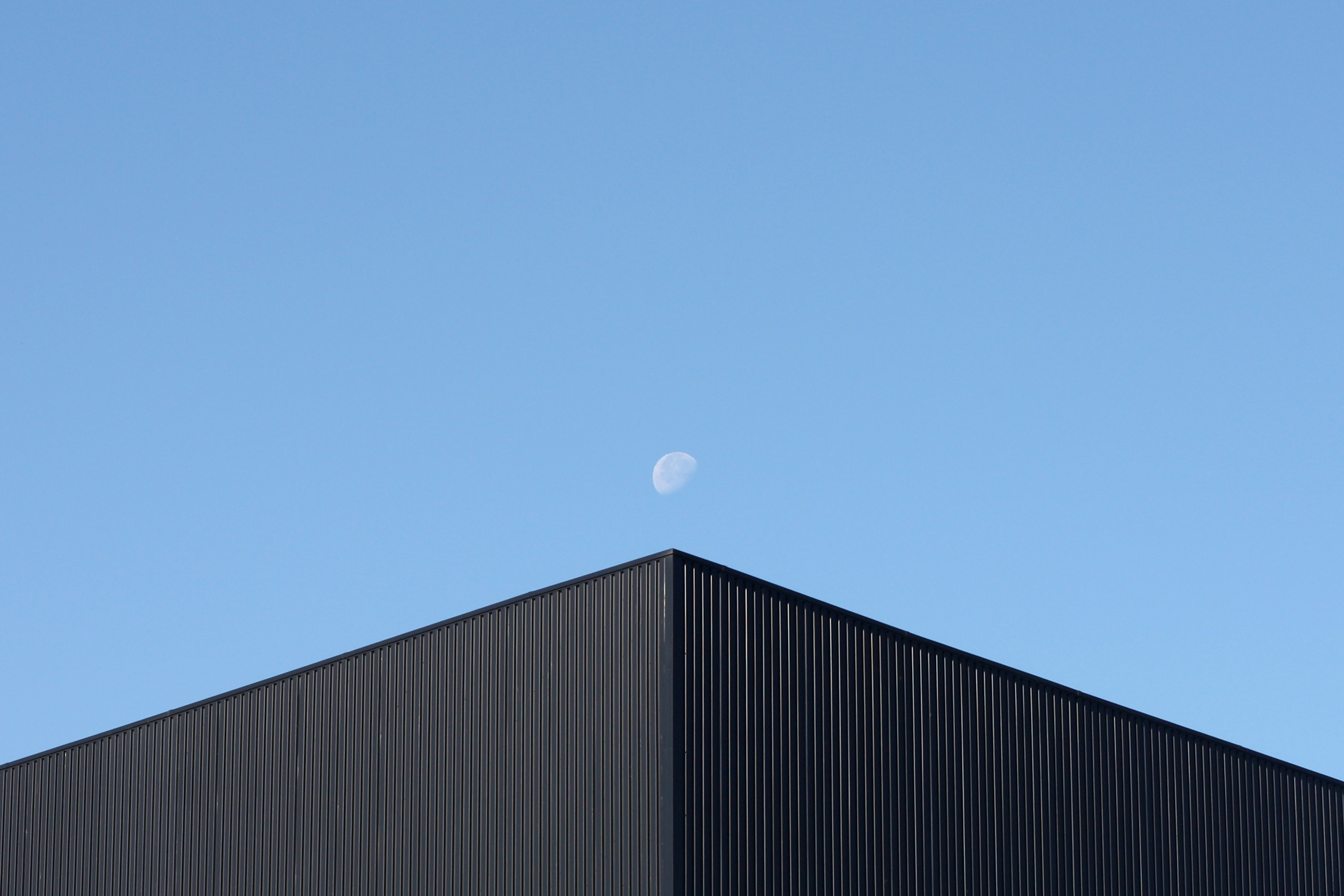
Maison de la Culture en otro punto de vista

## Operaciones
MC2 es una "institución pública de cooperación cultural" (establecimiento público de coopération culturelle) financiado por el Ministerio de cultura y comunicación, la ciudad de Grenoble y el Consejo General de Isère. Se trata de una institución nacional dirigida por Jean-Paul Angot. El cual se Comprende por el Centro Coreográfico Nacional de danza contemporánea  que es dirigido por Jean-Claude Gallotta, el Alpine Centro Dramático Nacional es liderado por Jacques Osinskiy y el "Les Musiciens du Louvre", es dirigida por Marc Minkowski.
En 2010, el presupuesto de la institución fue 9,300 millones de euros al año. Las instalaciones están diseñadas para acomodar una variedad de eventos.

## Habitaciones
- Un amplio vestíbulo de 1.028 asientos
- Un auditorio con 998 asientos
- Una pequeña habitación con 244 escaños
- Una sala de 700 metros cuadrados
- Un estudio de ensayo de teatro
- Dos de danza estudios y un estudio de grabación.